# 961 TCN
961 TCN là một năm trong lịch La Mã.